# WTA-toernooi van Moskou
Het WTA-toernooi van Moskou is een jaarlijks terugkerend tennistoernooi voor vrouwen dat onderdeel is van het tennistoernooi van Moskou en georganiseerd wordt in de Russische hoofdstad Moskou. De officiële naam van het toernooi is Kremlin Cup.
De WTA organiseert het toernooi dat in de categorie "Premier" c.q. WTA 500 valt en gespeeld wordt op overdekte hardcourtbanen.
Tegelijkertijd spelen de mannen op dezelfde locatie het ATP-toernooi van Moskou.
De eerste editie werd in 1971 georganiseerd. Het toernooi werd altijd in Moskou gehouden, behalve in 1991 toen Sint-Petersburg gastheer was.

## Officiële toernooinamen
Het toernooi heeft meerdere namen gekend, afhankelijk van de hoofdsponsor:
| 1971       | USSR Championships  |
| 1975–1990  | Moscow Open         |
| 1991       | St. Petersburg Open |
| 1994–1995  | Moscow Open         |
| 1996–heden | Kremlin Cup         |

## Meervoudig winnaressen enkelspel
| speelster            | aantal titels | in de jaren      |
| -------------------- | ------------- | ---------------- |
| Magdalena Maleeva    | 3             | 1994, 1995, 2002 |
| Olga Morozova        | 2             | 1971, 1975       |
| Mary Pierce          | 2             | 1998, 2005       |
| Anastasija Myskina   | 2             | 2003, 2004       |
| Svetlana Koeznetsova | 2             | 2015, 2016       |

## Enkel- en dubbelspeltitel in één jaar
| speelster          | in het jaar |
| ------------------ | ----------- |
| Mary Pierce        | 1998        |
| Anastasija Myskina | 2004        |

## Finales

### Enkelspel
| Datum      | Naam                                       | Cat.                                       | ($)                                        | Ondergrond                                 | Winnares                                   | Verliezend finaliste                       | Uitslag                                    |                                            |
| ---------- | ------------------------------------------ | ------------------------------------------ | ------------------------------------------ | ------------------------------------------ | ------------------------------------------ | ------------------------------------------ | ------------------------------------------ | ------------------------------------------ |
| 1971-02-15 | USSR Champ's                               |                                            |                                            |                                            | Olga Morozova                              | Maria Kull                                 | 6-1, 7-5                                   | details                                    |
| 1975-01-18 | Moscow Open                                |                                            |                                            | tapijt, binnen                             | Olga Morozova                              | Jelena Granatoerova                        | 6-0, 1-6, 6-4                              | details                                    |
| 1989-10-09 | Moscow Open                                | Tier V                                     | 100.000                                    | tapijt, binnen                             | Gretchen Magers                            | Natallja Zverava                           | 6-3, 6-4                                   | details                                    |
| 1990-10-01 | Moscow Open                                | Tier V                                     | 100.000                                    | tapijt, binnen                             | Leila Meschi                               | Olena Brjoechovets                         | 6-4, 6-4                                   | details                                    |
| 1991-09-23 | St. Petersburg Open *                      | Tier V                                     | 100.000                                    | tapijt, binnen                             | Larisa Savtsjenko-Neiland                  | Barbara Rittner                            | 3-6, 6-3, 6-4                              | details                                    |
| 1994-09-19 | Moscow Open                                | Tier III                                   | 150.000                                    | tapijt, binnen                             | Magdalena Maleeva                          | Sandra Cecchini                            | 7-5, 6-1                                   | details                                    |
| 1995-09-18 | Moscow Open                                | Tier III                                   | 161.250                                    | tapijt, binnen                             | Magdalena Maleeva                          | Jelena Makarova                            | 6-4, 6-2                                   | details                                    |
| 1996-10-28 | Kremlin Cup                                | Tier III                                   | 400.000                                    | tapijt, binnen                             | Conchita Martínez                          | Barbara Paulus                             | 6-1, 4-6, 6-4                              | details                                    |
| 1997-10-27 | Kremlin Cup                                | Tier I                                     | 926.250                                    | tapijt, binnen                             | Jana Novotná                               | Ai Sugiyama                                | 6-3, 6-4                                   | details                                    |
| 1998-10-19 | MGTS Kremlin Cup                           | Tier I                                     | 1.000.000                                  | tapijt, binnen                             | Mary Pierce                                | Monica Seles                               | 7-6, 6-3                                   | details                                    |
| 1999-10-18 | Kremlin Cup                                | Tier I                                     | 1.050.000                                  | tapijt, binnen                             | Nathalie Tauziat                           | Barbara Schett                             | 2-6, 6-4, 6-1                              | details                                    |
| 2000-10-23 | Kremlin Cup                                | Tier I                                     | 1.080.000                                  | tapijt, binnen                             | Martina Hingis                             | Anna Koernikova                            | 6-3, 6-1                                   | details                                    |
| 2001-10-01 | Kremlin Cup                                | Tier I                                     | 1.185.000                                  | tapijt, binnen                             | Jelena Dokić                               | Jelena Dementjeva                          | 6-3, 6-3                                   | details                                    |
| 2002-09-30 | Kremlin Cup                                | Tier I                                     | 1.224.000                                  | tapijt, binnen                             | Magdalena Maleeva                          | Lindsay Davenport                          | 5-7, 6-3, 7-6                              | details                                    |
| 2003-09-29 | Ladies Kremlin Cup                         | Tier I                                     | 1.300.000                                  | tapijt, binnen                             | Anastasija Myskina                         | Amélie Mauresmo                            | 6-2, 6-4                                   | details                                    |
| 2004-10-11 | Ladies Kremlin Cup                         | Tier I                                     | 1.300.000                                  | tapijt, binnen                             | Anastasija Myskina                         | Jelena Dementjeva                          | 7-5, 6-0                                   | details                                    |
| 2005-10-10 | Ladies Kremlin Cup                         | Tier I                                     | 1.300.000                                  | tapijt, binnen                             | Mary Pierce                                | Francesca Schiavone                        | 6-4, 6-3                                   | details                                    |
| 2006-10-09 | Kremlin Cup                                | Tier I                                     | 1.340.000                                  | tapijt, binnen                             | Anna Tsjakvetadze                          | Nadja Petrova                              | 6-4, 6-4                                   | details                                    |
| 2007-10-08 | Kremlin Cup                                | Tier I                                     | 1.340.000                                  | tapijt, binnen                             | Jelena Dementjeva                          | Serena Williams                            | 5-7, 6-1, 6-1                              | details                                    |
| 2008-10-06 | Kremlin Cup                                | Tier I                                     | 1.340.000                                  | hardcourt, binnen                          | Jelena Janković                            | Vera Zvonarjova                            | 6-2, 6-4                                   | details                                    |
| 2009-10-19 | Kremlin Cup                                | Premier                                    | 1.000.000                                  | hardcourt, binnen                          | Francesca Schiavone                        | Volha Havartsova                           | 6-3, 6-0                                   | details                                    |
| 2010-10-18 | Kremlin Cup                                | Premier                                    | 1.000.000                                  | hardcourt, binnen                          | Viktoryja Azarenka                         | Maria Kirilenko                            | 6-3, 6-4                                   | details                                    |
| 2011-10-17 | Kremlin Cup                                | Premier                                    | 721.000                                    | hardcourt, binnen                          | Dominika Cibulková                         | Kaia Kanepi                                | 3-6, 7-6, 7-5                              | details                                    |
| 2012-10-15 | Kremlin Cup                                | Premier                                    | 740.000                                    | hardcourt, binnen                          | Caroline Wozniacki                         | Samantha Stosur                            | 6-2, 4-6, 7-5                              | details                                    |
| 2013-10-14 | Kremlin Cup                                | Premier                                    | 795.707                                    | hardcourt, binnen                          | Simona Halep                               | Samantha Stosur                            | 7-6, 6-2                                   | details                                    |
| 2014-10-13 | Kremlin Cup                                | Premier                                    | 710.000                                    | hardcourt, binnen                          | Anastasija Pavljoetsjenkova                | Irina-Camelia Begu                         | 6-4, 5-7, 6-1                              | details                                    |
| 2015-10-19 | Kremlin Cup                                | Premier                                    | 768.000                                    | hardcourt, binnen                          | Svetlana Koeznetsova                       | Anastasija Pavljoetsjenkova                | 6-2, 6-1                                   | details                                    |
| 2016-10-17 | Kremlin Cup                                | Premier                                    | 823.888                                    | hardcourt, binnen                          | Svetlana Koeznetsova                       | Darja Gavrilova                            | 6-2, 6-1                                   | details                                    |
| 2017-10-16 | Kremlin Cup                                | Premier                                    | 790.208                                    | hardcourt, binnen                          | Julia Görges                               | Darja Kasatkina                            | 6-1, 6-2                                   | details                                    |
| 2018-07-23 | Moscow River Cup                           | International                              | 750.000                                    | gravel, buiten                             | Olga Danilović                             | Anastasija Potapova                        | 7-5, 6-7, 6-4                              | details                                    |
| 2018-10-15 | Kremlin Cup                                | Premier                                    | 867.766                                    | hardcourt, binnen                          | Darja Kasatkina                            | Ons Jabeur                                 | 2-6, 7-6, 6-4                              | details                                    |
| 2019-10-14 | Kremlin Cup                                | Premier                                    | 1.032.000                                  | hardcourt, binnen                          | Belinda Bencic                             | Anastasija Pavljoetsjenkova                | 3-6, 6-1, 6-1                              | details                                    |
| 2020       | toernooi geannuleerd wegens coronapandemie | toernooi geannuleerd wegens coronapandemie | toernooi geannuleerd wegens coronapandemie | toernooi geannuleerd wegens coronapandemie | toernooi geannuleerd wegens coronapandemie | toernooi geannuleerd wegens coronapandemie | toernooi geannuleerd wegens coronapandemie | toernooi geannuleerd wegens coronapandemie |
| 2021-10-18 | Kremlin Cup                                | WTA 500                                    | 565.530                                    | hardcourt, binnen                          | Anett Kontaveit                            | Jekaterina Aleksandrova                    | 4-6, 6-4, 7-5                              | details                                    |

* In Sint-Petersburg

### Dubbelspel
| Datum      | Naam                                       | Cat.                                       | ($)                                        | Ondergrond                                 | Winnaressen                                | Verliezend finalistes                      | Uitslag                                    |                                            |
| ---------- | ------------------------------------------ | ------------------------------------------ | ------------------------------------------ | ------------------------------------------ | ------------------------------------------ | ------------------------------------------ | ------------------------------------------ | ------------------------------------------ |
| 1971-02-15 | USSR Champ's                               |                                            |                                            |                                            | Jevgenia Birjoekova Marina Krosjina        | Jelena Granatoerova Olga Morozova          | 7-6, 5-7, 7-5                              | details                                    |
| 1989-10-09 | Moscow Open                                | Tier V                                     | 100.000                                    | tapijt, binnen                             | Larisa Savtsjenko Natallja Zverava         | Nathalie Herreman Catherine Suire          | 6-3, 6-4                                   | details                                    |
| 1990-10-01 | Moscow Open                                | Tier V                                     | 100.000                                    | tapijt, binnen                             | Gretchen Magers Robin White                | Olena Brjoechovets Jevgenia Manjoekova     | 6-2, 6-4                                   | details                                    |
| 1991-09-23 | St. Petersburg Open *                      | Tier V                                     | 100.000                                    | tapijt, binnen                             | Olena Brjoechovets Natalia Medvedeva       | Isabelle Demongeot Jo Durie                | 7-5, 6-3                                   | details                                    |
| 1994-09-19 | Moscow Open                                | Tier III                                   | 150.000                                    | tapijt, binnen                             | Jelena Makarova Jevgenia Manjoekova        | Laura Golarsa Caroline Vis                 | 7-6, 6-4                                   | details                                    |
| 1995-09-18 | Moscow Open                                | Tier III                                   | 161.250                                    | tapijt, binnen                             | Meredith McGrath Larisa Neiland            | Anna Koernikova Aleksandra Olsza           | 6-1, 6-0                                   | details                                    |
| 1996-10-28 | Kremlin Cup                                | Tier III                                   | 400.000                                    | tapijt, binnen                             | Natalia Medvedeva Larisa Neiland           | Silvia Farina Barbara Schett               | 7-6, 4-6, 6-1                              | details                                    |
| 1997-10-27 | Kremlin Cup                                | Tier I                                     | 926.250                                    | tapijt, binnen                             | Arantxa Sánchez Natallja Zverava           | Yayuk Basuki Caroline Vis                  | 5-3, opg.                                  | details                                    |
| 1998-10-19 | MGTS Kremlin Cup                           | Tier I                                     | 1.000.000                                  | tapijt, binnen                             | Mary Pierce Natallja Zverava               | Lisa Raymond Rennae Stubbs                 | 6-3, 6-4                                   | details                                    |
| 1999-10-18 | Kremlin Cup                                | Tier I                                     | 1.050.000                                  | tapijt, binnen                             | Lisa Raymond Rennae Stubbs                 | Julie Halard Anke Huber                    | 6-1, 6-0                                   | details                                    |
| 2000-10-23 | Kremlin Cup                                | Tier I                                     | 1.080.000                                  | tapijt, binnen                             | Julie Halard Ai Sugiyama                   | Martina Hingis Anna Koernikova             | 4-6, 6-4, 7-6                              | details                                    |
| 2001-10-01 | Kremlin Cup                                | Tier I                                     | 1.185.000                                  | tapijt, binnen                             | Martina Hingis Anna Koernikova             | Jelena Dementjeva Lina Krasnoroetskaja     | 7-6, 6-3                                   | details                                    |
| 2002-09-30 | Kremlin Cup                                | Tier I                                     | 1.224.000                                  | tapijt, binnen                             | Jelena Dementjeva Janette Husárová         | Jelena Dokić Nadja Petrova                 | 2-6, 6-3, 7-6                              | details                                    |
| 2003-09-29 | Ladies Kremlin Cup                         | Tier I                                     | 1.300.000                                  | tapijt, binnen                             | Nadja Petrova Meg Shaughnessy              | Anastasija Myskina Vera Zvonarjova         | 6-3, 6-4                                   | details                                    |
| 2004-10-11 | Ladies Kremlin Cup                         | Tier I                                     | 1.300.000                                  | tapijt, binnen                             | Anastasija Myskina Vera Zvonarjova         | Virginia Ruano Pascual Paola Suárez        | 6-3, 4-6, 6-2                              | details                                    |
| 2005-10-10 | Ladies Kremlin Cup                         | Tier I                                     | 1.300.000                                  | tapijt, binnen                             | Lisa Raymond Samantha Stosur               | Cara Black Rennae Stubbs                   | 6-2, 6-4                                   | details                                    |
| 2006-10-09 | Kremlin Cup                                | Tier I                                     | 1.340.000                                  | tapijt, binnen                             | Květa Peschke Francesca Schiavone          | Iveta Benešová Galina Voskobojeva          | 6-4, 6-7, 6-1                              | details                                    |
| 2007-10-08 | Kremlin Cup                                | Tier I                                     | 1.340.000                                  | tapijt, binnen                             | Cara Black Liezel Huber                    | Viktoryja Azarenka Tatjana Poetsjek        | 4-6, 6-1, [10-7]                           | details                                    |
| 2008-10-06 | Kremlin Cup                                | Tier I                                     | 1.340.000                                  | hardcourt, binnen                          | Nadja Petrova Katarina Srebotnik           | Cara Black Liezel Huber                    | 6-4, 6-4                                   | details                                    |
| 2009-10-19 | Kremlin Cup                                | Premier                                    | 1.000.000                                  | hardcourt, binnen                          | Maria Kirilenko Nadja Petrova              | Maria Kondratjeva Klára Zakopalová         | 6-2, 6-2                                   | details                                    |
| 2010-10-18 | Kremlin Cup                                | Premier                                    | 1.000.000                                  | hardcourt, binnen                          | Gisela Dulko Flavia Pennetta               | Sara Errani María José Martínez Sánchez    | 6-3, 2-6, [10-6]                           | details                                    |
| 2011-10-17 | Kremlin Cup                                | Premier                                    | 721.000                                    | hardcourt, binnen                          | Vania King Jaroslava Sjvedova              | Anastasia Rodionova Galina Voskobojeva     | 7-6, 6-3                                   | details                                    |
| 2012-10-15 | Kremlin Cup                                | Premier                                    | 740.000                                    | hardcourt, binnen                          | Jekaterina Makarova Jelena Vesnina         | Maria Kirilenko Nadja Petrova              | 6-3, 1-6, [10-8]                           | details                                    |
| 2013-10-14 | Kremlin Cup                                | Premier                                    | 795.707                                    | hardcourt, binnen                          | Svetlana Koeznetsova Samantha Stosur       | Alla Koedrjavtseva Anastasia Rodionova     | 6-1, 1-6, [10-8]                           | details                                    |
| 2014-10-13 | Kremlin Cup                                | Premier                                    | 710.000                                    | hardcourt, binnen                          | Martina Hingis Flavia Pennetta             | Caroline Garcia Arantxa Parra Santonja     | 6-3, 7-5                                   | details                                    |
| 2015-10-19 | Kremlin Cup                                | Premier                                    | 768.000                                    | hardcourt, binnen                          | Darja Kasatkina Jelena Vesnina             | Irina-Camelia Begu Monica Niculescu        | 6-3, 6-7, [10-5]                           | details                                    |
| 2016-10-17 | Kremlin Cup                                | Premier                                    | 823.888                                    | hardcourt, binnen                          | Andrea Hlaváčková Lucie Hradecká           | Darja Gavrilova Darja Kasatkina            | 4-6, 6-0, [10-7]                           | details                                    |
| 2017-10-16 | Kremlin Cup                                | Premier                                    | 790.208                                    | hardcourt, binnen                          | Tímea Babos Andrea Hlaváčková              | Nicole Melichar Anna Smith                 | 6-2, 3-6, [10-3]                           | details                                    |
| 2018-07-23 | Moscow River Cup                           | International                              | 750.000                                    | gravel, buiten                             | Anastasija Potapova Vera Zvonarjova        | Aleksandra Panova Galina Voskobojeva       | 6-0, 6-3                                   | details                                    |
| 2018-10-15 | Kremlin Cup                                | Premier                                    | 867.766                                    | hardcourt, binnen                          | Aleksandra Panova Laura Siegemund          | Darija Jurak Raluca Olaru                  | 6-2, 7-6                                   | details                                    |
| 2019-10-14 | Kremlin Cup                                | Premier                                    | 1.032.000                                  | hardcourt, binnen                          | Shuko Aoyama Ena Shibahara                 | Kirsten Flipkens Bethanie Mattek-Sands     | 6-2, 6-1                                   | details                                    |
| 2020       | toernooi geannuleerd wegens coronapandemie | toernooi geannuleerd wegens coronapandemie | toernooi geannuleerd wegens coronapandemie | toernooi geannuleerd wegens coronapandemie | toernooi geannuleerd wegens coronapandemie | toernooi geannuleerd wegens coronapandemie | toernooi geannuleerd wegens coronapandemie | toernooi geannuleerd wegens coronapandemie |
| 2021-10-18 | Kremlin Cup                                | WTA 500                                    | 565.530                                    | hardcourt, binnen                          | Jeļena Ostapenko Kateřina Siniaková        | Nadija Kitsjenok Raluca Olaru              | 6-2, 4-6, [10-8]                           | details                                    |

* In Sint-Petersburg